# Stazione di Corridonia-Mogliano
Stazione di Corridonia-Mogliano vasútállomás Olaszországban, Marche régióban, Macerata településen.

## Vasútvonalak
Az állomást az alábbi vasútvonalak érintik:
- Civitanova-Fabriano-vasútvonal

## Kapcsolódó állomások
A vasútállomáshoz az alábbi állomások vannak a legközelebb: 
- Stazione di San Claudio (Stazione di Civitanova Marche-Montegranaro, Civitanova-Fabriano-vasútvonal)
- Macerata Università railway halt (Stazione di Fabriano, Civitanova-Fabriano-vasútvonal)